# 菅生神社 (倉敷市)

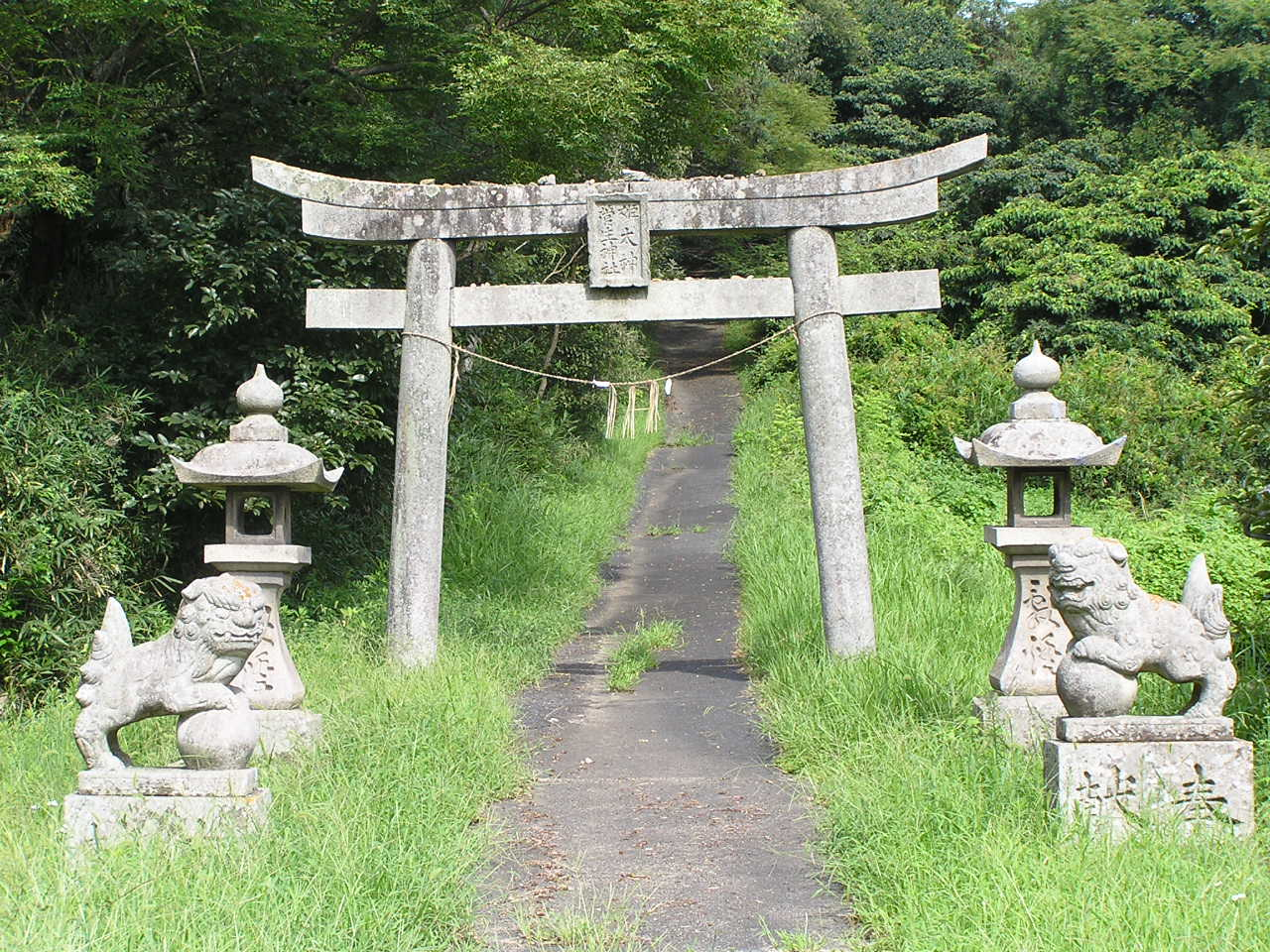
菅生神社の参道

菅生神社（すごうじんじゃ）は、岡山県倉敷市祐安にある神社。式内社で、旧社格は村社。姫太神（ひめおおかみ）とも呼ばれる。

## 祭神
主祭神
- 高皇産霊神（たかみむすひのかみ）

相殿神
- 姫太神（ひめおおかみ）

## 歴史
創建年代は不詳である。古代には、備中国窪屋郡美和郷に鎮座し、同郷の総鎮守として崇敬されていたとされる。かつては、現在の総社市内が鎮座地だったといわれる。備中国内の延喜式内社18社の1社、窪屋郡内の3社の内の1社である菅生神社の有力な論社とされている。また、元慶2年（878年）2月には、備中国従五位下であった菅生神社に、従五位上を授かったという記録が残っているという。倉敷市祐安地区を氏子地域としており、菅生村（現在の倉敷市菅生地区）の地名の由来となっている。

## 境内
社殿以外の建造物はない。本殿は、2つの本殿（菅生神社と姫太神）が繋がった形式となっている。

## 現地情報
所在地
- 岡山県倉敷市祐安1993

交通アクセス
- 最寄駅：JR山陽本線倉敷駅下車後、徒歩約32分（北西へ2.5㎞）

周辺
- 天津神社（菅生天津神社） - 同地区内にあり、同じく式内社・菅生神社の論社とされる。